# Erhvervsakademi Dania
Erhvervsakademi Dania er en selvejende uddannelsesinstitution, der har syv campusser i Jylland. Herfra udbydes 26 videregående uddannelser på mellem 2 – 3 ½ år. 
De er alle med praktik og særlige branche- og arbejdsrettede specialer samt mange efteruddannelsesmuligheder. 
Optagelse på uddannelserne kræver en ungdomsuddannelse fx en gymnasial eksamen eller en relevant erhvervsuddannelse. 
Erhvervsakademi Dania har afdelinger i Grenaa, Hobro, Horsens, Randers, Silkeborg, Skive og Viborg. Derudover udbydes også en række online-uddannelser. 
Der går mere end 2300 fuldtidsstuderende på Dania, der har 200 medarbejdere. Derudover læser en lang række studerende på deltid som efter- og videreuddannelse. 
Erhvervsakademi Dania blev officielt indviet 1. januar 2009, og Anders Graae Rasmussen er rektor for uddannelsesinstitutionen.

## Uddannelser fra Dania
- Administrationsøkonom
- Autoteknolog
- IT-teknolog
- PB i finans
- Top-op[bør uddybes] i dataanalyse
- Top-op bachelor[bør uddybes] i e-handel
- Automationsteknolog
- Logistikøkonom
- Markedsføringsøkonom
- Datamatiker
- Multimediedesigner
- El-installatør
- Energiteknolog
- PB i optometri
- Finansøkonom
- Produktionsteknolog
- Handelsøkonom
- Serviceøkonom
- VVS-installatør
- Top-op BA i International Hospitality Mangement
- Top-op BA i softwareudvikling